# Indfjorden
Indfjorden är en sjö  i Danmark. Den ligger i Lemvigs kommun i Region Mittjylland, i den västra delen av landet, 280 km väster om Köpenhamn.